# Belgisches Stay-Behind-Netzwerk
Das belgische Stay-Behind-Netzwerk war eine geheime Stay-Behind-Organisation während des Kalten Kriegs.

## Geschichte
Die Geschichte des belgischen Netzwerks beginnt im Jahr 1948, als Premierminister Paul-Henri Spaak und Justizminister Paul Struye der Staatssicherheit Belgiens die Erlaubnis erteilten, mit verbündeten Geheimdiensten über die Organisation eines geheimen, dauerhaften Netzwerks zu diskutieren. Diese Verhandlungen fanden hauptsächlich mit Sir Stewart Menzies vom britischen SIS und Vertretern der damals frisch gegründeten CIA statt. Die expliziten Ziele dieser Zusammenarbeit wurden in einem streng geheimen Brief von Menzies an Spaak umrissen und waren 
die Verbesserung der Informationen zum Thema Kominform und potenziellen Aktivitäten des Feindes, soweit sie die beiden Länder betreffen und die Vorbereitung geeigneter Aufklärungs- und Aktionsorganisationen im Kriegsfall.
Der Einfluss der CIA zu diesem frühen Zeitpunkt ist von Quelle zu Quelle unterschiedlich. Die CIA hatte noch keine uneingeschränkte Autorität über das Office of Policy Coordination, das die US-Geheimaktion bis 1952 leitete. Während der ersten Verhandlungen schlug Menzies vor, die USA von der Organisation fernzuhalten. Spaak widersprach einer weiteren Entwicklung, die nicht in einer Dreiteilung Großbritannien – Vereinigte Staaten – Belgien oder einer multilateralen Einrichtung liege. Im Abschlussbericht der parlamentarischen Untersuchung wird die Beteiligung der CIA kaum erwähnt, aber der auf Pentagonunterlagen beruhende Bericht des investigativen Journalisten Walter de Bock weist auf die bedeutende frühe organisatorische Rolle der CIA und deren tatsächliche Kontrolle bis 1968 hin. In ähnlicher Weise beschwert sich Oberst Margot in einer internen Mitteilung vom 8. April 1959 über den Einfluss der US-Geheimdienste auf das belgische Netzwerk.
Diese ersten Verhandlungen führten zu einer engeren Zusammenarbeit zwischen den Geheimdiensten der drei Länder unter dem Namen Tripartite Meeting Belgium. Nach diesem Treffen wurde das belgische Stay-Behind-Netzwerk in Betrieb genommen, doch erst am 4. Januar 1952 wurden Ludovicus Caeymaex (belgische Staatssicherheit) und General Etienne Baele die ersten förmlichen Anweisungen für Stay-Behind-Operationen erteilt.
Die wachsende Polarisierung zwischen Ost und West und das Bewusstsein für die Notwendigkeit einer kontinentalen Zusammenarbeit führten 1949 zur Gründung des Comité Clandestin de l'Union Occidentale (CCUO), zu dem Belgien, die Niederlande, Luxemburg, Frankreich und Großbritannien gehörten.
In den folgenden Jahrzehnten wurden die Stay-Behind-Aktivitäten hauptsächlich durch ACC-Meetings koordiniert. Diese Aktivitäten bestanden offiziell aus (multinationalen) Trainingsaktivitäten wie Infiltration, Fallschirmspringen und Langstreckenkommunikation, von denen zahlreiche zwischen 1972 und 1989 stattfanden. Das letzte dokumentierte Treffen des ACC fand am 23. und 24. Oktober 1990 unter der Führung von General Van Calster statt, bei dem die Teilnehmer unter anderem über eine Rückführung des Netzwerks unter Berücksichtigung auf sich ändernde internationale Beziehungen diskutierten.
Nach der Offenlegung von Gladio in Italien durch Giulio Andreotti am 24. Oktober 1990 machten Verteidigungsminister Guy Coëme und Premierminister Wilfried Martens in einer Pressekonferenz am 7. November 1990 die Existenz der belgischen Stay-Behind-Organisation öffentlich.
Die Regierung beschloss am 23. November 1990, wenige Tage nach dem Vorschlag einer parlamentarischen Untersuchung, das Netzwerk offiziell aufzulösen.

## Organisation, Aktivitäten und Ressourcen

### Kontrolle
Während der parlamentarischen Untersuchung stolperte der Ausschuss zufällig über die Existenz des Sekretariats des Koordinierungs- und Planungsausschusses, der S.D.R.A XI bildete, der jedoch durch geheime NATO-Zahlungen finanziert wurde. Als Paul Detrembleur, ehemaliger Chef der SDRA und letzter Verwalter des SDRA XI / CPC-Sekretariats, vor der parlamentarischen Untersuchung über die Aktivitäten dieses Abschnitts in Bezug auf die Gladio-Aktivitäten zu einer Aussage aufgefordert wurde, weigerte er sich, Informationen preiszugeben.

### Militärische Ausbilder, Mitarbeiter und Zivilisten
Sowohl der militärische Geheimdienst als auch die Staatssicherheit unterhielten Dossiers über die Ausbildungsaktivitäten von Gladio, von denen dem Parlamentsausschuss unvollständige Versionen zur Verfügung gestellt wurden. Ereignisse aus der Liste der Operationen des Militärzweigs wurden von Coëme zur Verfügung gestellt und mit A bezeichnet, während Ereignisse aus der Liste der Archive der Staatssicherheit (mit dem Titel Overzicht oefeningen in het kader ACC - Periode 1980-199) mit B gekennzeichnet sind:
- (A) 1972: Training in geheimen Techniken.
- (A) 1976: Schulung in den Bereichen Funkkommunikation, Geheimdienste, Seeverkehr, Flugbetrieb und Fluchtwege.
- (A) 1977: Schulung zur Optimierung von Techniken zur Ortung niedergeschlagener Piloten und zum Einsatz von Fluchtwegen.
- (A) 1978: In-Door-Training zu geheimen Missionen.
- (A) 1980: Training in Fallschirmspringen, Langstreckenfunk und geheimen Techniken.
- (B) Juni 1980: OREGAN II
- (A) 1981: Lektionen und Schulungen zu illegalen Aktivitäten.
- (A) 1983: Schulung zu Fluchtwegen, Nachrichtendienst, Flugbetrieb und Funkkommunikation.
- (A) 1985: Sechs Schulungen (mindestens zwei außerhalb Belgiens, eine in Belgien): Infiltration mittels Fallschirmspringens, Materialentnahme über Fluchtwege.
- (A) 1986, 1987 und 1988: Schulungen außerhalb Belgiens zu Aufklärungsoperationen und Funkkommunikation.

Minister Melchior Wathelet sagte vor der parlamentarischen Untersuchung aus, dass in den fünfziger Jahren Geheimdepots eingerichtet wurden, von denen 1957 ein erstes durch einen Erdrutsch entdeckt wurde und 1959 ein zweites von spielenden Kindern. Er erklärte weiter, dass nach diesen Entdeckungen beschlossen wurde, die Depots aufzugeben und die Waffen in ein Militärdepot zu überführen.

## Parlamentarische Untersuchung
Nach Bekanntwerden der Existenz der Stay-behind-Organisation Gladio in Italien sollte 1990 eine parlamentarische Untersuchung klären, ob die belgischen „Stay-Behind-Organisationen“ in belgische Terroranschläge verwickelt waren. Die Senatoren fanden keine stichhaltigen Beweise, dass kriminelle Gruppierungen das Stay-Behind-Netzwerk infiltriert hatten. Sie bestätigten im Abschlussbericht, dass es in Belgien während Jahrzehnten zwei Stay-Behind-Netzwerke namens SDRA VIII und STC/Mob gab. Die Abteilung SDRA VIII war eine Untereinheit des militärischen Nachrichtendienstes SGR (Service Général de Renseignement). Ihr Auftrag bestand bis zum Frühling 1990 einerseits aus der Organisation eines Funk-Netzwerkes, das es Agenten im besetzten Belgien ermöglicht hätte, mit der belgischen Regierung im Exil Kontakt aufzunehmen und andererseits der Errichtung von Evakuationsrouten, falls es zu einer Besetzung Belgiens gekommen wäre. Der zweite Auftrag wurde im Mai 1990 aufgehoben und die Zahl der eingesetzten Instruktoren halbiert. Der zivile Zweig STC/Mob war innerhalb des zivilen Nachrichtendienstes (Sûreté de l'Etat) eingegliedert und unterstand dem Justizministerium. Dessen Auftrag bestand hauptsächlich aus dem Sammeln von Informationen in einem besetzten Belgien, die für die Exilregierung von Bedeutung gewesen wären. Das Netzwerk wurde 1969/1970 geschaffen und wäre erst im Besetzungsfall mit dem SDR VIII kombiniert worden.